# Petr Vojnar
Petr Vojnar (* 9. března 1976 Praha) je český moderátor, herec, expert na rétoriku a komunikační dovednosti a zpěvák.

## Účinkování v kapele, televizi a podnikání
Svou kariéru započal v kapele T-Boyz, která se rozpadla v roce 2004.
Širší veřejnosti se stal známým svým spolumoderováním talk show Nikdo není dokonalý po boku Jiřího Krampola. Jako moderátor působil mezi lety 2018 a 2020 v Diváckých zprávách vysílaných na Primě. Hraje v divadle, serálech a filmech. Je majitelem Akademie sebevědomého řečníka SEBA.

## Soukromý život
S bývalou přítelkyní Andreou má syna Sebastiana. Se současnou partnerkou Lenkou má druhého syna Tobiase Cristophera.